# Gadd45
I geni Growth Arrest and DNA Damage (arresto della crescita e danno al DNA) sono implicati nella risposta cellulare allo stress. I loro prodotti genici interagiscono con altre proteine come p53, p21, Cdc2, MEKK4 e PCNA, innescando una serie di risposte cellulari che hanno come esito l'arresto del ciclo cellulare e la riparazione del DNA; per questo, questi geni sono implicati nella  protezione contro lo sviluppo di neoplasie.

## Geni gadd45
I geni gadd45 comprendono
- GADD45A, originariamente chiamato gadd45
- GADD45B, originariamente chiamato MyD188
- GADD45G, originariamente chiamato CR6

## Storia
- GADD45A è stato scoperto nel laboratorio del dottor Alberto Fornace Jr. nel 1988.[3]

- GADD45B (MyD118) è stato scoperto nei laboratori dei dottori  Dan A. Liebermann e Barbara Hoffman nel 1991.[4]

- GADD45G (CR6) è stato scoperto nei laboratori dei dottori Kenneth Smith, Dan A. Liebermann e Barbara Hoffman nel 1993. La caratterizzazione del gene e la connessione con la famiglia Gadd45 è stata completata nel 1999.[5][6]